# 武石館
武石館（たけいしやかた、たけしやかた）は、千葉市花見川区武石町にあった日本の城。

## 歴史
千葉常胤の三男、胤盛が武石三郎胤盛と称してこの地に居住した。
素加天王社（現幕張町の子守神社）の言い伝えによれば、胤盛は父親の常胤と折り合いが悪く、しばらく山ごもりをしていたので、弟の大須賀胤信が気の毒に思って所領を分けてやり、武石に住まわせたという。
その後、胤信は常胤の遺命に従い、埴生郡に移り、武石を含む須加庄は千葉宗家の所領になったと伝えられる。武石氏の居館もこのときに廃され、遠く陸奥の所領に移ったのか、その後も一族が居住し続けたのかは定かではない。

## 構造
居館は、武石町の集落後方の約20メートルの台地上にあったと伝えられる。遺構については、規模、形態、場所さえ確かではない。
『千葉郡誌』には、「幕張町大字武石に在りて武石城址の内にあり。圃中小塚あり上に椎樟等の雑樹を生ず。小石祠あり傍に古墓の壊石あり。土地の人は『おたけ様』と称す。即ち武石様の略にして武石胤親（三郎又は蔵人丞と称す）の墓なりとなす。」とある。この「おたけ様」とは、武石神社（北緯35度40分8.6秒 東経140度3分54.3秒 / 北緯35.669056度 東経140.065083度）のことである。

## アクセス
- JR総武線 幕張駅 徒歩20分